# Plains, Texas
Plains är en småstad (town) i den amerikanska delstaten Texas med en yta på 2,6 km² och ett invånarantal på 1 481 (folkräkningen 2010). Plains är administrativ huvudort i Yoakum County.